# Cratere Romny
Romny  è un cratere sulla superficie di Marte.